# Prentiss M. Brown

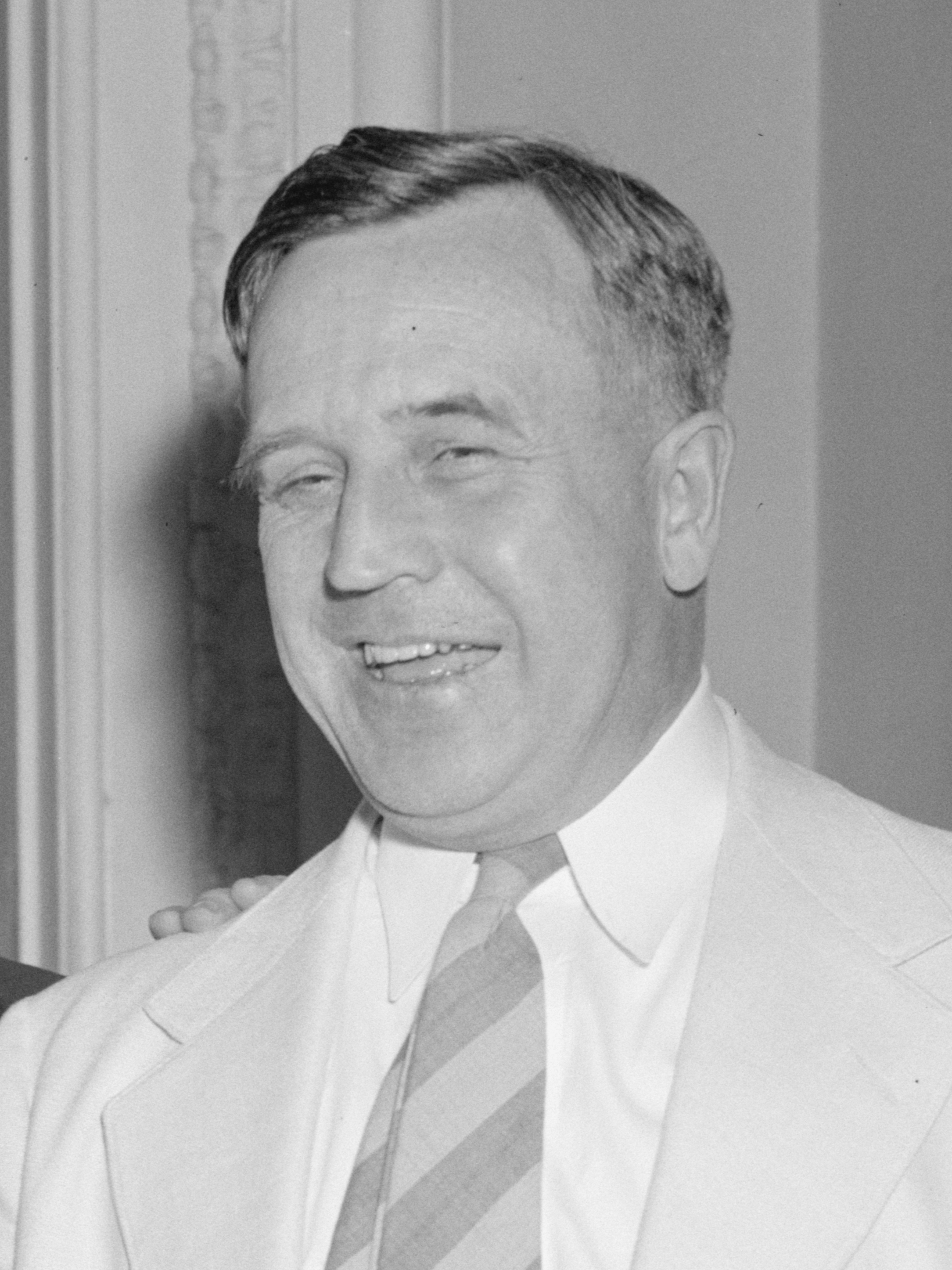
Prentiss M. Brown, Sr.

Prentiss Marsh Brown, Senior (* 18. Juni 1889 in St. Ignace, Michigan; † 19. Dezember 1973 ebenda) war ein US-amerikanischer Rechtsanwalt und Politiker der Demokratischen Partei, der die Interessen von Michigan sowohl im US-Repräsentantenhaus als auch im US-Senat vertrat.

## Biografie
Nach dem Besuch der St. Ignace High School studierte er zunächst an der University of Illinois at Urbana-Champaign. Ein anschließendes Studium am Albion College schloss er 1911 ab. Nach seiner Zulassung zum Rechtsanwalt im Bundesstaat Michigan (State Bar of Michigan) 1914 war er in den folgenden knapp zwanzig Jahren als Anwalt tätig. Daneben engagierte er sich als Freimaurer in der Freimaurerloge von St. Ignace.
Als Kandidat der Demokratischen Partei wurde er zum Abgeordneten des US-Repräsentantenhauses gewählt und vertrat dort vom 4. März 1933 bis zum 18. November 1936 die Interessen des 11. Wahlbezirks von Michigan.
Nach dem Tode von Senator James J. Couzens am 22. Oktober 1936 kandidierte er für die Demokraten als dessen Nachfolger um den zweiten Senatssitz (Senator Class 2) für Michigan und konnte sich gegen seinen republikanischen Gegenkandidaten Wilber M. Brucker durchsetzen, einen ehemaligen Gouverneur von Michigan. Dem US-Senat gehörte er bis 1943 an, anschließend leitete er kurzzeitig die US-Behörde Office of Price Administration.